# 인류멸망보고서
《인류멸망보고서》는 김지운, 임필성 감독의 2012년 대한민국 SF 옴니버스 영화이다.

## 캐스팅
seg. 멋진 신세계
- 류승범 : 윤석우 역
- 고준희 : 김유민 역
- 김뢰하 : 아빠 역
- 이칸희 : 엄마 역
- 황효은 : 화유 역
- 정우 : 중동 역
- 류재도 : 태신 역
- 최덕문 : 주방장 역
- 윤제문 : 주제문 역. 네오코리아 대표
- 마동석 : 불량청소년 1 역
- 오정규 : 불량청소년 2 역
- 박호영 : 패널 역
- 김무열 : 지호 역 (특별출연)

seg. 해피버스데이
- 송새벽 : 민서 삼촌 역
- 진지희 : 어린 민서 역
- 이승준 : 아빠 역
- 윤세아 : 엄마 역
- 배두나 : 큰 민서 역
- 류승수 : 남자 아나운서 역
- 이영은 : 여자 아나운서 역
- 고준희 : 기상캐스터 역

seg. 천상의 피조물
- 김강우 : 박도원 역
- 송영창 : 강회장 역
- 김규리 : 혜주보살 역
- 박귀순 : 안내스님 역
- 최귀화 : 제거반 역
- 김서형 : 민본부장 역
- 조윤희 : 지은 역
- 박해일 : 인명 (목소리) 역

## 특이 사항
- 본 영화의 에피소드 3개 중 〈멋진 신세계〉, 〈천상의 피조물〉은 제작 및 촬영년도가 2006년으로, 개봉일과 좀 많은 차이가 났다. 그 이유는 이후의 장면들을 촬영하는 데 많은 비용이 투자되었고, 이로 인해 편집시간이 지나치게 소요되었기 때문이라고 한다.